# 砂塵の町
『砂塵の町』（Three Faces West）は1940年のアメリカ合衆国の映画。主演はジョン・ウェイン。
第二次世界大戦に入る前にハリウッドが制作した数少ない反ナチス映画の1つでもある。日本では劇場未公開だが、テレビ放送が行われている。

## キャスト
※括弧内は日本語吹替（放送日1969年3月17日『サントリー名画劇場』）
- ジョン・フィリップス：ジョン・ウェイン（糸博）
- レンチェン：シグリッド・ガリー（瀬能礼子）
- カール・ブラウン：チャールズ・コバーン（杉田俊也）

## スタッフ
- 監督：バーナード・ヴォーハウス
- 製作：ソル・C・シーゲル
- 脚本：F・ヒュー・ヘルベルト、ジョセフ・モンキュール・マーチ、サミュエル・オーニッツ
- 撮影：ジョン・アルトン
- 音楽：ヴィクター・ヤング